# فرناندو أغيلار
فرناندو أغيلار (بالإسبانية: Fernando Sebastián Aguilar)‏ (و. 1929  م) هو كاهن كاثوليكي إسباني، ولد في قلعة أيوب.

## مناصب
تولى منصب مطران بنبلونة وتطيلة (1993–2007)
- الكاردينال
- أسقف ليون
- أسقف كاثوليكي.

## التعليم
تعلم في الجامعة الكاثوليكية (لوفان)، والمعهد الكاثوليكي في باريس.